# Echeveria subrigida
Echeveria subrigida là một loài thực vật có hoa trong họ Crassulaceae. Loài này được (B.L.Rob. & Seaton) Rose miêu tả khoa học đầu tiên năm 1903.